# Labyrinthodontia
Los laberintodontes o  laberintodontos (Labyrinthodontia) son un grupo obsoleto usado para referirse a una extinta clase o superorden polifilético que agrupaba anfibios primitivos, reptiliomorfos y tetrápodos basales de las eras Paleozoico y Mesozoico, caracterizados por tener un cuerpo alargado con un cráneo largo y grande en comparación con el tamaño corporal y dorsalmente achatado, lo que ha provocado que se compare a veces con las salamandra gigante. Su nombre se debe a la estructura interna de sus dientes, similar a un «laberinto».